# Bidessodes fragilis
Bidessodes fragilis es una especie de escarabajo de la familia Dytiscidae, género Bidessodes. Fue descrito por primera vez por Régimbart en 1900.